# Kincardine Bridge
Die Kincardine Bridge ist eine Straßenbrücke über den Firth of Forth in Schottland, welche die A985 (Kincardine–Inverkeithing) von Kincardine nach Falkirk überführt. Sie war vor dem Bau der Forth Road Bridge die dem offenen Meer am nächsten liegende Straßenbrücke über den Firth of Forth.
Die Brücke wurde von 1932 bis 1936 nach Plänen des Ingenieurbüros Sir Alexander Gibb & Partners gebaut und machte den Umweg über Stirling überflüssig. Der Mittelteil der Brücke ist als Drehbrücke ausgebildet, so dass die Schifffahrt zum Hafen Alloa durch die Brücke nicht behindert wird. Die Brücke ist mit je einem Fahrstreifen pro Richtung ausgestattet und überführte ursprünglich die A876 (Kincardine–Airth). Sie diente auch nach der Verkehrsfreigabe der Forth Road Bridge dem Ausweichverkehr von Edinburgh in Richtung Nordschottland, wenn die Forth Road Bridge auf Grund von Unterhaltsarbeiten geschlossen war, was oft zu Verkehrsstau in den Straßen von Kincardine führte.
Um Kincardine vom Durchgangsverkehr zu entlasten und um das gewachsene Verkehrsaufkommen zu bewältigen wurde, wurde die Clackmannanshire Bridge gebaut, welche 2008 eröffnet wurde und fortan die A876 an Kincardine vorbeiführte. 
Die Kincardine Bridge wurde 2011 vorübergehend geschlossen und einer umfangreichen Renovierung unterzogen. Sie ist heute ein schottisches Heimatschutzobjekt der Kategorie A.